# Ludovic Fardin
Pour les articles homonymes, voir Fardin.
Ludovic Fardin, né le 10 juin 1985 à Aubervilliers (Seine-Saint-Denis, France), est un footballeur français, qui évolue au poste de milieu de terrain avec le Football Club de Versailles 78 et la sélection de la Martinique.

## Biographie
Il joue au Red Star FC de 2007 à 2016.
Il est sélectionné pour la première fois avec l'équipe de Martinique à l'occasion du 2e tour préliminaire de la Coupe caribéenne des nations 2012.